# Abraumförderbrücke F 45

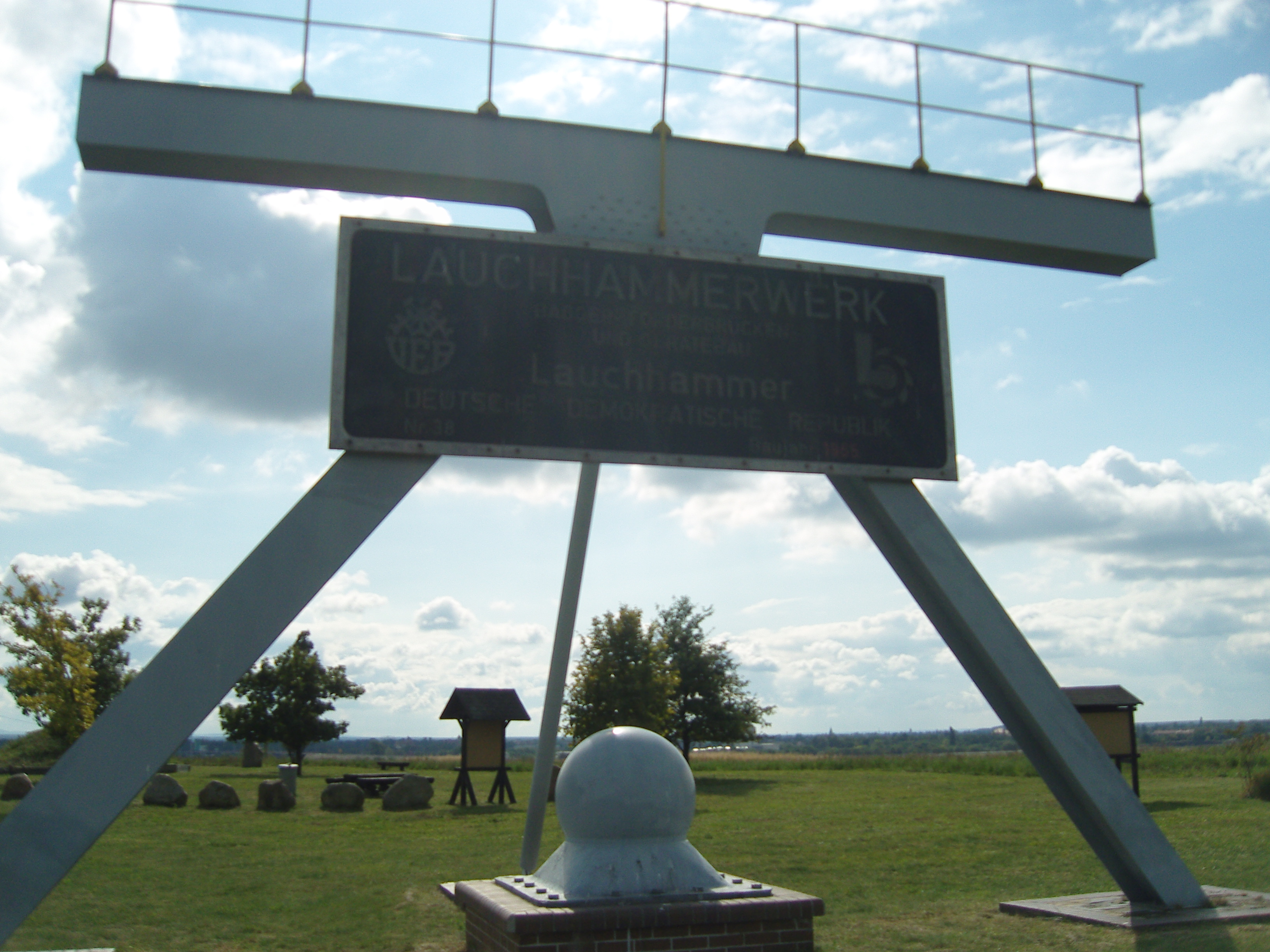
Reste einer Abraumförderbrücke F45 am Aussichtspunkt Reppist

F45 ist die Serienbezeichnung von zwei Förderbrücken im Lausitzer Braunkohletagebau. Sie wurden vom ehemaligen VEB TAKRAF Lauchhammer gebaut und sind die Weiterentwicklung der vor ihnen gebauten Typen F34 sowie die Vorgänger der zuletzt gebauten Typen F60. Als Abraumförderbrücke transportieren sie den Abraum, der über dem Kohleflöz lagert.
Die Förderbrücken arbeiteten von 1962 bis 1999 und wurden danach gesprengt. Von der AFB Meuro sind auf dem Aussichtspunkt Reppist zahlreiche Relikte erhalten geblieben.

## Geschichte
Die ursprünglich maximale Abtragsmächtigkeit der F45 beträgt 45 Meter. Gegenüber dem Vorgängermodell, der Abraumförderbrücke F 34, war bei den F45 die Stützweite mit 225 Metern und die Auslegerlänge mit 125 Metern standardisiert. Von der Stützweite her waren die F45 geringfügig kleiner als die Abraumförderbrücke des Tagebau Espenhain. Diese Konstruktion von 1945 brachte es auf 230 m Stützweite und 170 m Auslegerlänge. Geliefert wurden die Abraumförderbrücken F45 für den Tagebau Klettwitz und den Tagebau Meuro.
Die F45 wurden ausschließlich für Tagebaue im Lausitzer Braunkohlerevier geliefert und trugen zu einer ökonomischen Nutzung im Abbaubetrieb mit Reduzierung des Zugbetriebes für die Abraumablagerung bei. Alle Abraumförderbrücken des Typs F45 arbeiteten im Gegensatz zu ihrem Vorgängermodell ausschließlich in ihrem angestammten Revier.
Das letzte Einsatzgebiet einer Abraumförderbrücken F45 war im Tagebau Meuro, wo 2000 die letzte Brücke nach Sprengung verschrottet wurde.

## Entwicklung und Umbauten

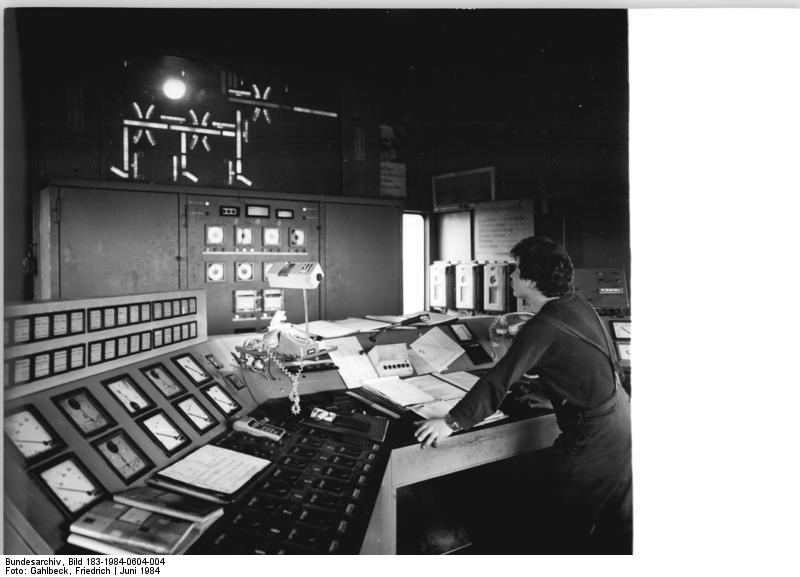
Foto aus dem Leitstand einer Abraumförderbrücke im Tagebau Espenhain

Mit der Entwicklung der Abraumförderbrücke F45 trugen die Konstrukteure vom Schwermaschinenbaukombinat TAKRAF den gestiegenen Anforderungen hinsichtlich Leistungsfähigkeit und Abtragsmächtigkeit für die Kohlegewinnung Rechnung. Die langjährigen Erfahrungen mit dem Betrieb der Abraumförderbrücke F34 und komplizierte geologische Verhältnisse flossen in die Konstruktion der vergrößerten Brücke mit ein. Außerdem wurden gegenüber der F34 die Bandbreite und Bandgeschwindigkeit vergrößert. An die Brücke wurden zwei Eimerkettenbagger vom Typ Es 1600 angekoppelt, das ermöglichte einen Gesamtabtrag von 45 Metern. Für die Gestaltung eines sicheren Fahrweges der Brücke wurde ein zusätzliches Vorschüttband installiert, wie es auch schon einige F34 beim Umbau erhalten hatten.
Nach wenigen Betriebsjahren ergaben sich weiterer Bedarf für Umbauten aufgrund der Leistungssteigerung im Tagebau Meuro und der Tatsache, dass besonders in diesem Gebiet komplizierte geologische Verhältnisse, besonders hervorgerufen durch Hinterlassenschaften des Altbergbaues, herrschten. In einer ersten Umbaustufe 1970 wurde die Eimerkettengeschwindigkeit des angekoppelten Baggers von 1,22 m/s auf 1,43 m/s erhöht. Im gleichen Jahr wurde bis zum Jahresende eine weitere Umbaustufe realisiert, bei der nochmals die Bandbreite des Hauptförderbandes von 1,8 m auf 2,0 m vergrößert und die Massenverteilung zur Erhöhung der Durchlaßfähigkeit geändert wurde. 1971/1972 wurde eine weitere Umbaustufe realisiert, bei dem der gesamte Oberbau, der gesamte Unterbau und die Schwenkwerke verstärkt wurden, außerdem wurden verschiedene Einrichtungen der Förderungstechnik verbessert. Zusätzlich wurde der Leitstand verbessert und zwei D-Zug-Wagen als Küchen- und Speisewagen angehangen. Mit Realisierung dieser Umbaumaßnahmen wurden mit der Förderbrücke eine Abtragsmächtigkeit von 53 Metern beherrscht.

## Technik

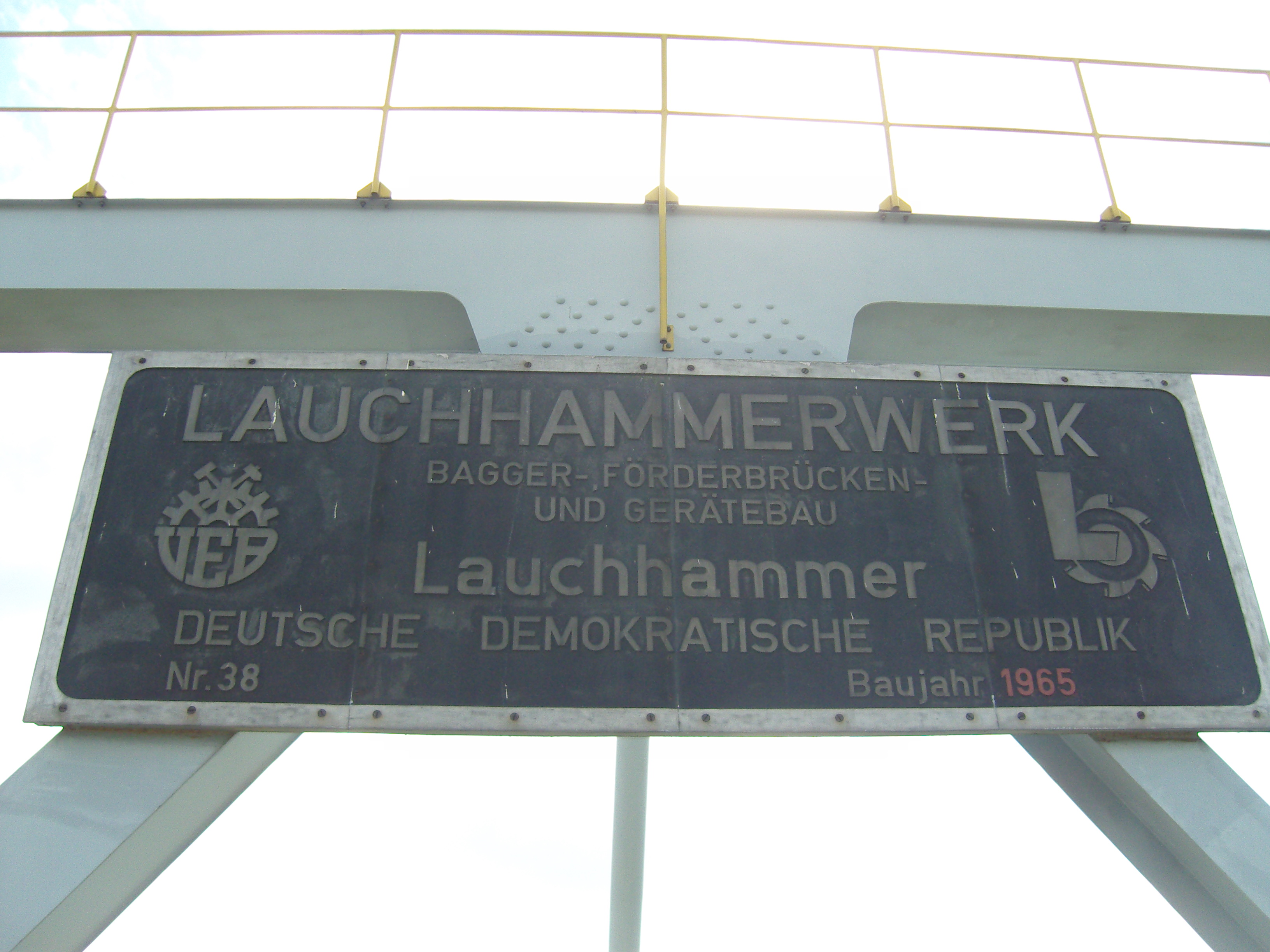
Firmenschild der Abraumförderbrücke F45 am Aussichtspunkt Reppist

Die F45 hat zwei Fahrwerkskomplexe, die auf drei baggerseitigen und zwei kippenseitigen Gleisen in Normalspur fahren. Zusätzlich zu den drei baggerseitigen Gleisen gibt es zwei Gleise für den Trafo- und Kabelwagen sowie für die angeschlossenen Eimerkettenbagger. Die Brücke läuft auf Fahrwerksrädern. Ein besonderes Augenmerk wurde wegen den drehbaren Tagebaufortschritt auf spezielle Stützlagerung gerichtet. Durch den bodenmechanischen Erkenntniszuwachs der vergangenen Jahre konnte bei der neuen Generation von Brückenkonstruktion ein sicherer Betrieb des neuen Types gewährleistet werden.
Die Förderbrücke wird von zwei vorgelagerten Baggern der Bauart Es 1600 versorgt, die im Hoch- oder im Tiefschnitt arbeiten können. Sie sind beidseitig der Brücke angeordnet. Die Bagger können sich unabhängig von der Brücke bewegen. Das Herzstück der Brücke ist eine Drehschurre beim Maschinenhaus auf der Haldenseite, wo über einen Sattelwagen und einer Prallklappe der Abraum dann auf der äußeren Halde, dem zukünftigen Fahrweg oder der Vorkippe verteilt werden.

## Gebaute Abraumförderbrücken vom Typ F45
- AFB Klettwitz, Tagebau Klettwitz: erbaut von Ende 1959 bis 1962, seit 1962 in Betrieb, dort im Betrieb bis 1991. Die Abraumförderbrücke arbeitete während ihres Betriebes weitgehend stabil und auf hohem Leistungsniveau. Nach mehreren Umbaumaßnahmen konnte eine jährliche Abraummenge von 50 bis 60 Mio. m³ gefördert werden und eine Abraummächtigkeit von 53 Metern erreicht werden.[7] Mit der Erschöpfung der Vorräte im Tagebau Klettwitz gab es Überlegungen, die Förderbrücke in den geplanten Tagebau bei Proschim umzusetzen, durch den rückgängigen Braunkohlebedarf nach 1990 wurde die AFB jedoch Ende des Jahres stillgelegt und im Jahr darauf gesprengt sowie verschrottet.

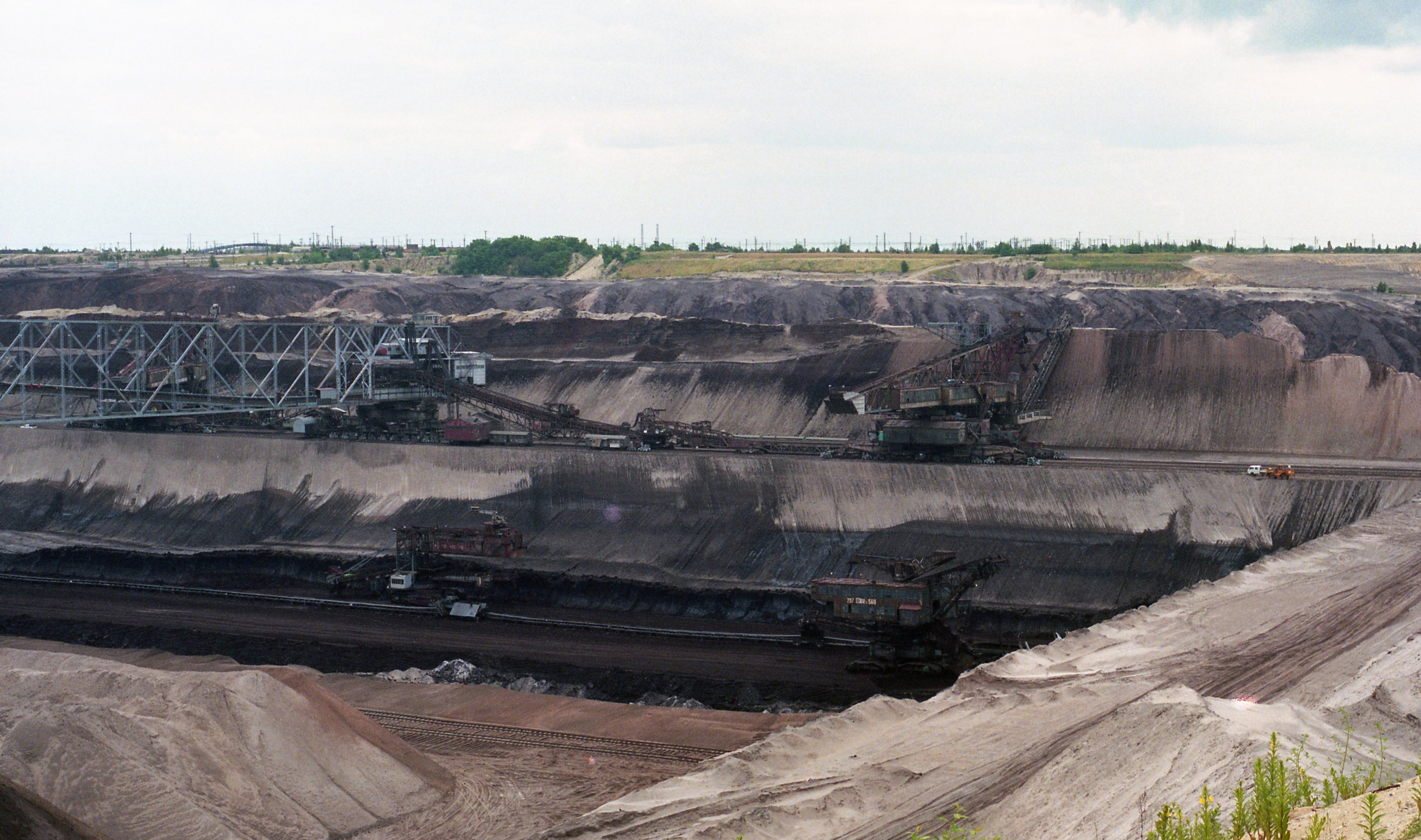
Blick auf den Tagebau Meuro mit Teilblick auf die Abraumförderbrücke F45

- AFB Meuro, Tagebau Meuro: erbaut von 1962 bis 1965, seit 1965 in Betrieb, dort in Betrieb bis 1999. Der Betrieb der AFB Meuro wurde entscheidend durch geologische Verhältnisse bedingt durch Altbergbau und eiszeitlich bedingte Störungsstrukturen mit einer Vielzahl von Steineinlagerungen bis zu stellenweise 40 t Gewicht geprägt. Die Basis der Altkippen in Form von Pflugkippen, Absetzerkippen oder Spülkippen reichte teilweise bis unter die Arbeitsebene der Brücke, sodass stellenweise Bekiesungsanlagen realisiert werden mussten. Auch bedingte der Altbergbau jede Menge von Stahlschrott, der immer wieder zu Unterbrechungen zwang. Die höchste Jahresleistung der Brücke wurde 1985 mit einer Jahresleistung von 64 Mio. m³ erreicht, was nicht zuletzt durch den Einsatz von Microrechnertechnik realisiert werden konnte.[2] Die AFB Meuro war bis 1999 in Betrieb und dann nach Erschöpfung der Vorräte im Jahr 2000 gesprengt.[2]

## Siehe dazu
- Absetzer
- Stahlbrücke
- Liste der gefertigen Abraumförderbrücken